# Seinfeld
Seinfeld fou una sèrie de televisió de comèdia emesa entre el 1989 i el 1998 als Estats Units creada per Larry David i Jerry Seinfeld.
La sèrie tracta sobre la vida quotidiana, en una versió fictícia, del mateix Jerry Seinfeld i els seus tres millors amics, Kramer (Michael Richards), George Costanza (Jason Alexander) i Elaine Benes (Julia Louis-Dreyfus), qui interaccionen a l'apartament d'en Jerry i als voltants, a Manhattan (Nova York). Fou produïda per Castle Rock Entertainment i distribuïda per Columbia Pictures Television.

## Descripció
A Seinfeld la importància radica en l'observació i paròdia dels fets quotidians, des d'on es creen situacions que arriben al ridícul, gràcies a les excentricitats, caràcter i conducta dels quatre protagonistes, els seus amics i coneguts. Una característica especial del guió és que les històries paral·leles protagonitzades per en Jerry i els seus amics acaben entrellaçant-se al final de cada capítol, i és freqüent que un o més anul·lin sense voler les pretensions, fortuna o èxits de l'altre i a l'inrevés.
En un episodi els personatges Jerry i George descriuen una idea per crear una sèrie de televisió, i quan li pregunten el tema diuen que és una comèdia sobre el no-res, que d'alguna manera és una broma auto-referencial, però impossible. Aquest 'no-res' és descrit per Martín Cerone com la infinita sèrie de minúcies i automatismes que ocupen la vida dels éssers humans al que es fa dir "civilització".
Alguns dels primers capítols es basaven en experiències reals del co-creador Larry David. Per exemple, davant de la porta de l'apartament d'en David vivia un home anomenat Kenny Kramer que, com el personatge d'en Michael Richards, també era molt excèntric.
D'altres aspectes de la sèrie es basaren en una combinació de fets tant de la vida del comediant Jerry Seinfeld com de la de Larry David i així es destaquen personatges com el de Julia Louis-Dreyfus, que està basat en l'ex-parella de Jerry Seinfeld, Carol Leifer, qui va unir-se al personal de producció durant la cinquena temporada. També són freqüents les referències a notícies i a pel·lícules clàssiques com JKF, Pla 9 des de l'espai, La llista de Schindler, Espartac, Godzilla, Superman, El Padrí, Reservoir Dogs...
La majoria dels episodis va transcórrer a l'apartament d'en Jerry i a la cafeteria Monk's. Tanmateix, hi ha excepcions, com capítols que es desenvolupen al cinema, en una limusina, en un restaurant xinès, al soterrani...

## Personatges

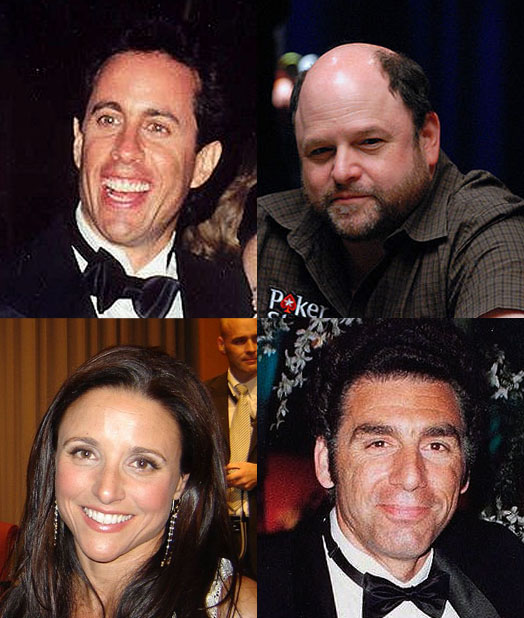
El repartiment principal de Seinfeld.

- Jerry Seinfeld (Jerry Seinfeld): és el protagonista de la sèrie, l'actor fa de si mateix d'una manera caricaturitzada, com a comediant de Nova York que realitza presentacions en clubs nocturns, i és, entre altres coses, un obsessionat per la neteja, un sarcàstic i un fanàtic de Superman. Al seu apartament hi tenen lloc la majoria de les coses i on sempre es reuneixen tots quatre. En Jerry descriu el seu veí Newman com el seu major enemic, el seu 'Lex Luthor'. A més a més, és el més coherent, assenyat i el més estable econòmicament dels seus amics.
- George Costanza (Jason Alexander): és el millor amic d'en Jerry des de petits, es caracteritza per ser garrepa, mentider i un gran fracassat en la majoria de les coses que fa. Costanza freqüentment menteix sobre la seva feina, i ha intentat ser arquitecte, biòleg marí, venedor de làtex i altres coses, però en realitat treballa amb els New York Yankees com a assistent de vendes. En George sempre té problemes amb les dones, és el cas quan es compromet en la temporada set amb la Susan Ross, que la coneix a l'NBC a la temporada quatre, però al final no funciona la relació perquè la Susan mor.
- Elaine Benes (Julia Louis-Dreyfus): és l'ex-xicota d'en Jerry, treballa com a escriptora en editorials, a més de ser força temperamental i xerraire. A més a més, es defineix com atractiva, superficial i positiva. Al començament treballava als catàlegs del senyor Lippman, però deixà de treballar per a ell quan l'acomiada per tractar de suposadament enverinar-lo juntament amb en Jerry. Finalment, treballa per al catàleg del senyor Peterman.
- Cosmo Kramer (Michael Richards): és el veí del davant d'en Jerry. En Kramer és un veí tafaner, i el més excèntric de tots. Amb aquests trets l'actor Michael Richards va destacar amb la comèdia física i feu que el seu personatge fos un dels més populars d'aleshores. En Kramer s'identifica per no tenir una feina estable i per dependre sempre dels seus veïns. A més a més, és reconegut pel seu pentinat, la seva manera d'obrir portes, la filosofia, les seves frases enginyoses, la seva obsessió per les apostes i els purs, els seus invents com el catàleg de taules, o els sostenidors per a homes. En Kramer es reuneix de vegades amb en Newman per parlar de negocis. A més a més, és qui té més bona sort, atès que se li han presentat acords legals milionaris amb en Jackie Chiles (el seu advocat), però finalment resulten arruïnats pel mateix Kramer.